# 篠原琢
篠原 琢（しのはら たく、1964年3月 - ）は、日本の歴史学者。専門は、中東欧近代史。
東京外国語大学総合国際学研究院（国際社会部門・地域研究系）教授。学位はPh.D.(歴史学博士)（カレル大学プラハ）。
2015年『エウロペアナ』の翻訳（阿部賢一との共訳）で、第1回日本翻訳大賞を受賞。

## 略歴
1987年3月、東京大学文学部卒業。1989年3月、東京大学大学院人文科学研究科（西洋史学専攻）修士課程を修了し、修士（文学）の学位を得る。
1990年10月 - 1993年3月、カレル大学哲学部に留学。同年3月、東京大学大学院人文科学研究科（西洋史学専攻）博士課程を中退し、4月から東京学芸大学教育学部講師に着任。1995年4月、東京外国語大学外国語学部講師。1999年同助教授を経て、2008年10月から同教授。2009年4月大学院重点化により所属変更となり現職。
2018年、カレル大学よりPh.D.(歴史学博士)授与。

## 著書

### 共編著
- （立石博高）『国民国家と市民：包摂と排除の諸相』山川出版社、2009年。ISBN　978-4-634-67222-2
- （中澤達哉）『ハプスブルク帝国政治文化史：継承される正統性』昭和堂、2012年。ISBN　978-4-8122-1220-2

### 訳書
- アントニー・ポロンスキ『小独裁者たち：両大戦間期の東欧における民主主義体制の崩壊』（羽場久美子監訳、安井教浩・越村勲共訳）法政大学出版局、1993年。ISBN　978-4-588-02137-4
- パトリク・オウジェドニーク『エウロペアナ : 二〇世紀史概説』（阿部賢一共訳）白水社〈エクス・リブリス〉、2014年。ISBN　978-4-560-09035-0
- ペトル・パヴェレツ『チェコ共和国と日本 = Česká Republika a Japonsko : 1920年-2020年 : 外交経済文化交流の100年』（矢田部順二, 長與進, 篠原琢 監修,伊藤涼子, 立古ダニエラ 翻訳 駐日チェコ共和国大使館 2020）

### 分担執筆
- 「「長い19世紀」の分水嶺」南塚信吾編『新版世界各国史・19巻：ドナウ・ヨーロッパ史』山川出版社、1999年。ISBN　978-4-634-41490-7
- 「亡命者の交差点：戦間期のプラハ」荒このみ編『7つの都市の物語：文化は都市をむすぶ』NTT出版、2003年。ISBN 978-4-7571-5035-5
- 「中央ヨーロッパの歴史とは何か：異端派サークルにおける現代史論争」高橋秀寿・西成彦編『東欧の20世紀』人文書院、2006年。ISBN 978-4-409-23038-1
- 「地域概念の構築性：中央ヨーロッパ論の構造」家田修編『講座スラブ・ユーラシア学①　開かれた地域研究へ：中域圏と地球化』講談社、2008年。ISBN 978-4-06-214456-8
- 「祭典熱の時代:「つくられたチェコ性」によせて」近藤和彦編『歴史的ヨーロッパの政治社会』山川出版社、2008年。ISBN　978-4-634-67212-3
- 「歴史と市民社会：チェコ異論派の歴史論」上掲『国民国家と市民：包摂と排除の諸相』（2009年）所収。
- 「チェコ異論派の全体主義論と歴史認識」メトロポリタン史学会編『いま社会主義を考える : 歴史からの眼差し』桜井書店、2010年。ISBN　978-4-921190-61-3
- 「ヨーゼフ寛容令と「狂信者」：チェコ農村における非カトリック教徒」深沢克己・桜井万里子編『友愛と秘密のヨーロッパ社会文化史：古代秘儀宗教からフリーメイソン団まで』東京大学出版会、2010年。
- 「国民がみずからの手で！：チェコ国民劇場の建設運動」上掲『ハプスブルク帝国政治文化史：継承される正統性』（2012年）所収。
- 「中央ヨーロッパを思い出す」塩川伸明・小松久男・沼野充義編『ユーラシア世界・5：国家と国際関係』東京大学出版会、2012年。ISBN 978-4-13-034285-8
- 「バリケード上のアマゾネス：1848年革命の女性像」吉田ゆり子・八尾師誠・千葉敏之編『画像史料論：世界史の読み方』東京外国語大学出版会、2014年。ISBN 978-4-904575-32-1
- 「「ユダヤ文化」の復興?：ポーランドにおける多文化社会の再構築の試み」長谷部美佳・受田宏之・青山亨編『多文化社会読本：多様なる世界、多様なる日本』東京外国語大学出版会、2016年。ISBN 978-4-904575-53-6
- 「「名前のないくに」：「小さな帝国」チェコスロヴァキアの辺境支配」大津留厚編『「民族自決」という幻影：ハプスブルク帝国の崩壊と新生諸国家の成立』昭和堂、2020年。ISBN 978-4-8122-2001-6
- 「中央ヨーロッパが経験した二つの世界戦争」岩波講座世界歴史・21巻『二つの大戦と帝国主義：２０世紀前半・２』岩波書店、2023年。ISBN　978-4-00-011431-8

## 論文

### 雑誌論文
- 「第二次大戦後の中部ヨーロッパ秩序と「ズデーテン・ドイツ人」の追放問題」『歴史と地理』420号（1990年）
- 「1848年革命とボヘミアの農村住民」『史学雑誌』100卷10号（1991年）
- 「ボヘミアの村落社会と自治制度（1848年-63年）――1848年革命以後の国家と地域社会」『現代史研究』39号（1993年）
- 「「国民」形成と地域社会――ターボル運動を例として」『歴史学研究』677号（1995年）
- 「中央ヨーロッパ――その高度な政治性」『地理』41卷5号（1996年）
- 「チェコの19世紀をめぐって――自己表象の歴史学」『東欧史研究』19号（1997年）
- 「どこから何をながめ、誰に向かって何を語るのか――チェコ社会の現在と歴史叙述」『東欧史研究』23号（2001年）
- 「『市民社会』の構想と歴史認識――1990年代のチェコ社会」『東欧史研究』24号（2002年）
- 「文化的規範としての公共圏――王朝的秩序と国民社会の成立」『歴史学研究』781号（2003年）
- 「民族の記憶――第二次世界大戦と東欧世界」『立命館言語文化研究』15卷2号（2003年）
- 「聖公ヴァーツラフをめぐる記憶と政治」『歴史と地理』571号（2004年）
- 「ハプスブルク帝国における『議会主義的伝統』――近世から近代への断絶と連続性」『東欧史研究』27号（2005年）